# 야크트 도가
야크트 도가(영어: Jagd Doga, 일본어: ヤクト・ドーガ)는 《건담 시리즈》에 등장하는 모빌 슈트(MS)로 분류되는 가공의 유인 조종식 인간형 로봇 병기이다. 1988년에 개봉한 극장판 애니메이션 《기동전사 건담 역습의 샤아》에서 처음으로 등장했다.
작품 내에서 군사 세력 중 하나인 신생 네오지온군의 주력 양산기인 기라 도가의 발전형으로 특수한 능력을 가진 뉴타입 및 강화인간용으로 개발된 시제기이다. 처음에는 신생 네오지온의 총수 샤아 아즈나블의 전용기가 될 예정이었으나 성능 부족으로 사자비가 샤야의 전용기가 되었고, 완성된 야크트 도가 2기에는 부하인 강화인간 규네이 거스와 뉴타입 소녀 퀘스 파라야가 각각 탑승하게 된다. 각각 도장과 머리 모양, 휴대 무장이 다르지만 성능적인 차이는 없다.
작품 내에서 규네이기는 주인공인 아무로 레이가 탑승하는 뉴 건담에게 격추되지만 퀘스기는 손상은 입었지만 잔존해 《기동전사 건담 역습의 샤아》 이후의 시대를 그린 《기동전사 건담 UC》의 애니메이션판 등에서 소데츠키 사양으로 개수되어 재등장(파일럿은 다르다)한다.

## 같이 보기
- 기라 도가
- 자쿠 II